# قلعه قباد (نهاوند)
قلعه قباد (نهاوند)، روستایی از توابع بخش مرکزی شهرستان نهاوند در استان همدان ایران است. نام این روستا منسوب به قباد ساسانی است  (قباد یکم یا غباد یا کَباد یا کَواذ، بیستمین پادشاه ساسانی بود که دو بار بر تخت پادشاهی ایران نشست. بار نخست میان سال‌های ۴۸۸ تا ۴۹۶ و بار دوم ۴۹۹ تا ۵۳۱ (میلادی). وی جانشین بلاش و پسر پیروز یکم بود) یکی از سرسبزترین و پرآب‌ترین روستاهای شهرستان نهاوند است. رودخانه و سیل گاه گاماسیاب (بزرگ‌ترین چشمه آبی ایران) از این روستا می‌گذرد. بیشتر جمعیت روستای قلعه قباد با هم قوم و فامیل هستند و به زبان لری سخن می‌کنند. بیشترین نام‌های خانوادگی در این روستا ترکمان ، روزبهانی و نوابی  هستند. شغل اکثر مردم روستا در ۳ شغل باغداری، کشاورزی و رانندگی حرفه ای ماشین آلات سنگین خلاصه می‌شود.

درخت آلو در فصل بهار روستای قلعه قباد

## جمعیت
این روستا در دهستان گاماسیاب (نهاوند) قرار دارد و براساس سرشماری مرکز آمار ایران در سال ۱۳۹۵، جمعیت آن ۸۲۲ نفر (۲۷۲خانوار) بوده‌است.